# La Marque (Teksas)
La Marque je grad u američkoj saveznoj državi Teksas. Prema popisu stanovništva iz 2010. u njemu je živjelo 14.509 stanovnika.